# 六輪站

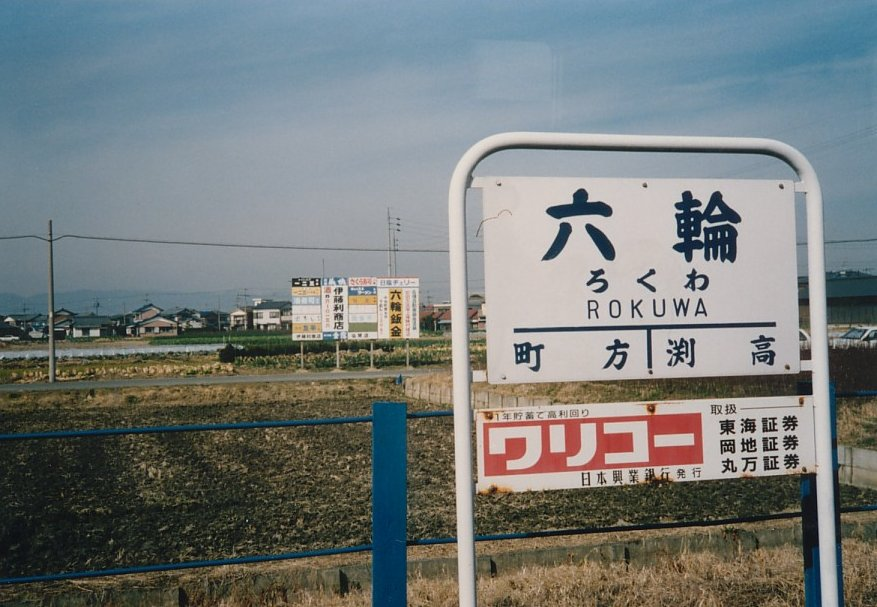
曾經用筆書寫的站名牌

六輪站（日语：／ Rokuwa eki */?）是位於愛知縣稻澤市平和町須脇426番地 ，名古屋鐵道（名鐵）的尾西線車站。車站編號為「BS02」。
車站曾經位於舊中島郡平和町內，為該町唯一鐵路車站。

## 歷史
在曾經有特急於尾西線行走的時代，此站曾經是特急停車站。
- 1899年（明治32年）2月17日 - 尾西鐵道車站啟用。
- 1925年（大正14年）8月1日 - 隨著尾西鐵道被收購，此站成為名鐵尾西線車站。
- 1967年（昭和42年）度 - 終止貨物業務[1]。
- 1968年（昭和43年）5月12日 - 成為為特急停車站[2]。
- 1969年（昭和44年）7月6日 - 降級為準急停車站[2]。
- 1970年（昭和45年）12月25日 - 降級為普通停車站[2]。
- 1974年（昭和49年）3月17日 - 再次升級為特急停車站[2]。
- 1975年（昭和50年）9月16日 - 降級為急行停車站[2]。
- 1977年（昭和52年） - 降級為普通停車站。
- 1983年（昭和58年）5月1日 - 成為無人車站[3]。
- 2008年（平成20年）3月14日 - 車站可以使用「Tranpass」。
- 2011年（平成23年）2月11日 - 車站可以使用「manaca」IC卡。
- 2012年（平成24年）2月29日 - 車站不再可以使用「Tranpass」。

## 車站構造
車站是一座地面車站，設有2面2線的相對式月台。
在發生伊勢灣颱風前，車站附近一帶都因為種植九眼獨活和蜂斗菜，使此站起卸的貨物都是這些植物。現時，此站的待避線遺蹟都長滿了雜草。在名鐵官方網站中指出車站內設有廁所，實際上廁所位於閘外的外邊。

### 月台
| 月台 | 路線                     | 方向 | 目的地       | 備註                                         |
| ---- | ------------------------ | ---- | ------------ | -------------------------------------------- |
| 1    | 尾西線（名鐵一宮〜津島） | 下行 | 名鐵一宮方向 | 舉行尾張津島天王祭之際，部分列車前往森上     |
| 2    | 尾西線（名鐵一宮〜津島） | 上行 | 津島方向     | 平日早上設有經津島前往須口、名古屋方向的班次 |

### 配線圖
| ← 一宮方向      | 六輪站 站內配線略圖 | → 津島方向 |
| 图例 参考文献： |                     |            |

## 利用狀況
- 在「移動等圓滑化取組報告書」中提及在2019年度，當時1日平均上下車人次為1,046人[7]。
- 在中提及在2013年度，當時1日平均上下車人次為1,045人，為名鐵所有車站（275站）排名第222，尾西線（22站）中排名第17[8]。
- 在中提及在1992年度，當時1日平均上下車人次為1,158人，為除岐阜市內線均一車費區間內各站（岐阜市內線、田神線、美濃町線徹明町站至琴塚站之間）外名鐵所有車站（342站）中排名第212，尾西線（23站）中排名第14[9]。
- 在《稻澤之統計》中，以下為1日平均上下車人次變化[10]。

| 年度   | 1日平均 上下車人次 |
| ------ | ------------------ |
| 2011年 | 1,033              |
| 2012年 | 1,026              |
| 2013年 | 1,045              |
| 2014年 | 1,033              |
| 2015年 | 1,043              |
| 2016年 | 1,039              |
| 2017年 | 1,034              |
| 2018年 | 1,027              |
| 2019年 | 1,046              |

## 車站周邊
- 義津屋（日语：ヨシヅヤ）平和店
- 國道155號（日语：国道155号）
- 六輪醫院
- 稻澤市六輪小學（日语：稲沢市立六輪小学校）
- 六輪幼稚園
- 六輪保育園

## 相鄰車站
名古屋鐵道
 尾西線
町方（BS01）－六輪（BS02）－渕高（BS03）

## 註腳
1. ↑  名古屋鉄道広報宣伝部（編）. . 名古屋鉄道. 1994: 340 （日语）.
2. 1 2 3 4 5  德田耕一著《まるごと名古屋の電車ぶらり沿線の旅　名鉄・地下鉄編》2011年。97頁。
3. ↑  寺田裕一. . Neko出版. 2013: 257. ISBN 978-4777013364 （日语）.
4. ↑  六輪駅 - 電車のご利用案内 （页面存档备份，存于）（日語），2019年3月23日參閲
5. 1 2  駅時刻表：名古屋鉄道・名鉄バス （页面存档备份，存于）（日語），2019年3月23日參閲
6. ↑  電氣車研究會，『鐵道畫刊』通卷第816號 2009年3月 臨時特刊號 「特集 - 名古屋鉄道」，卷末附有「名古屋鉄道 配線略図」
7. ↑   (PDF). 名古屋鉄道.   [2021-05-22]. （原始内容 (PDF)存档于2021-01-22） （日语）.
8. ↑  名鐵120年史編纂委員會事務局（編）. . 名古屋鐵道. 2014: 160–162 （日语）.
9. ↑  名古屋鐵道廣報宣傳部（編）. . 名古屋鐵道. 1994: 651–653 （日语）.
10. ↑  稲沢の統計2021 （页面存档备份，存于）（日語） - 稻澤市

## 外部連結
- 六輪 - 名古屋鐵道